# Rio Hamasaki
Rio Hamasaki (浜崎りお), Hamasaki Rio est une actrice en films pornographiques surtout réputée pour son impressionnant tour de poitrine,, . Le revendeur japonais DMM la crédite de 1.300 vidéos sur son site dont 300 environ sont des créations originales.

## Biographie
Hamasaki est née à Tokyo, Japon, le 11 août 1988.

## Carrière
Après avoir travaillé dans une station-service pendant six mois, Hamasaki débute dans le film pornographique en octobre 2006 sous le nom de Erika Morishita,. Elie est alors âgée de 18 ans. Un mois plus tard, elle est l'actrice principale de la vidéo Busty Rio Hamasaki 18 Years Old (巨乳　浜崎りお 18歳), une des meilleures parutions des nouveaux studios 18.
Hamasaki travaille pour nombre de studios spécialisés dans le genre au cours de sa longue carrière : SOD, Moodyz, Crystal-Eizou, Wanz Factory et Dogma
En juillet 2008, Hamasaki est la vedette de la vidéo  Vaste poitrine aime la malice érotique de grand père 2  (ボイン大好き亀市爺さんのHなイタズラ 弐) produite par les studios Glory Quest avec la vedette Shigeo Tokuda "plus ancienne dans le métier".
En 2009, la vidéo Super Tits Angels 2009 qu'elle a tournée pour les studios Momotaro remporte le Prix Spécial du jury dans la catégorie Fétichiste du Grand Prix de la vidéo pornographique.
En août 2011, Hamasaki annonce sur son blog et, ultérieurement, au cours d'un entretien avec un journaliste de la revue Cyzo, qu'elle envisage d'arrêter la pornographie en octobre 2011 après cinq ans passés dans ce secteur et qu'elle programme une soirée d'adieu le 29 octobre. Sa vidéo d'adieu intitulée Rio Hamasaki - Debut and 1933 Days, AV Retirement (浜崎りおDebut~1933日そして、引退 AV女優最後の日にプライベートまで密着 完全撮りおろし), d'une durée de cinq heures, est une rétrospective de sa carrière dans la pornographie. Elle est publiée en mars 2012 par Soft On Demand. Quoi qu'il en soit, le 14 février 2014, Hamasaki parait dans une revue télévisée qui sonne comme un possible retour devant la caméra.
À l'occasion du 30e anniversaire de la vidéo pornographique au Japon, un sondage, initié par le distributeur DMM parmi ses abonnés en 2012, classe Hamasaki en 26e position des cent meilleures actrices de tous les temps.